# Ібіса (аеропорт)
Аеропорт Ібіса (IATA: IBZ, ICAO: LEIB) (кат. Aeroport d'Eivissa, ісп. Aeropuerto de Ibiza) — міжнародний аеропорт острова Ібіса, розташований за 7 км SW від міста Ібіца.
Аеропорт є сезонним хабом для:
- Vueling

## Авіалінії та напрямки
| Авіакомпанія                  | Пункт призначення |
| ----------------------------- | --- |
| Aegean Airlines               | Сезонний: Афіни |
| Air Europa                    | Мадрид, Пальма-де-Мальорка Сезонний чартер: Мілан-Мальпенса |
| Air France                    | Сезонний: Париж-Шарль де Голль, Тулуза |
| Alitalia                      | Сезонний: Мілан-Лінате, Рим-Ф'юмічіно |
| Austrian Airlines             | Сезонний: Відень |
| Blue Air                      | Сезонний: Турин |
| British Airways               | Лондон-Сіті Сезонний: Бристоль, Лондон-Гатвік, Лондон-Хітроу, Лондон-Станстед, Манчестер |
| Brussels Airlines             | Сезонний: Брюссель |
| Condor                        | Сезонний: Франкфурт, Мюнхен |
| Corendon Dutch Airlines       | Сезонний: Амстердам, Маастрихт/Аахен |
| easyJet                       | Сезонний: Амстердам, Белфаст, Бордо, Бристоль, Лондон-Гатвік, Лондон-Лутон, Лондон-Саутенд, Лондон-Станстед, Ліон, Мілан-Мальпенса, Неаполь, Порту, Тулуза, Венеція |
| easyJet Switzerland           | Сезонний: Базель-Мюлуз, Женева |
| Edelweiss Air                 | Сезонний: Цюрих |
| Ernest Airlines               | Сезонний: Мілан-Бергамо |
| Eurowings                     | Дюссельдорф Сезонний: Кельн/Бонн, Гамбург, Ганновер, Мюнхен, Штутгарт, Відень |
| Finnair                       | Сезонний: Гельсінкі |
| Germania Flug                 | Сезонний: Цюрих |
| HOP!                          | Сезонний: Монпельє, Тулуза |
| Iberia Express                | Сезонний: Мадрид |
| Iberia Regional               | Аліканте, Мадрид, Пальма-де-Мальорка, Валенсія Сезонний: Леон, Льєйда, Малага, Менорка, Ніцца, Віго Сезонний чартер: Реус |
| Jet2.com                      | Сезонний: Белфаст, Бірмінгем, Східний Мідландс, Единбург, Глазго, Лідс/Бредфорд, Лондон-Станстед, Манчестер, Ньюкасл |
| KLM                           | Сезонний: Амстердам |
| Laudamotion                   | Сезонний: Відень |
| Lufthansa                     | Сезонний: Франкфурт, Мюнхен |
| Luxair                        | Сезонний: Люксембург |
| Neos                          | Сезонний: Мілан-Бергамо, Болонья, Мілан-Мальпенса, Венеція, Верона |
| Norwegian Air Shuttle         | Сезонний: Копенгаген, Лондон-Гатвік, Осло-Гардермуен |
| People's                      | Сезонний: Санкт-Галлен |
| Ryanair                       | Барселона, Малага, Мадрид, Севілья, Валенсія Сезонний: Мілан-Бергамо , Берлін-Тегель, Бірмінгем, Болонья, Бристоль, Брюссель, Брюссель-Шарлеруа, Дублін, Дюссельдорф, Східний Мідландс, Единбург, Ейндговен, Франкфурт-Хан, Лідс/Бредфорд, Ліверпуль, Лондон-Станстед, Манчестер, Марсель, Піза, Глазго-Прествік, Рим-Ф'юмічіно, Шеннон (з 3 квітня 2019),, Тревізо, Турин, Веце |
| S7 Airlines                   | Сезонний: Москва-Домодєдово |
| SmartWings                    | Сезонний: Прага |
| Swiss International Air Lines | Сезонний: Женева (з 25 червня 2019) |
| Thomas Cook Airlines          | Сезонний: Бірмінгем, Бристоль, Кардіфф, Східний Мідландс, Глазго, Лондон-Гатвік, Манчестер, Ньюкасл |
| Transavia                     | Амстердам, Ейндговен Сезонний: Роттердам/Гаага |
| Transavia France              | Париж-Орлі |
| TUI Airways                   | Сезонний: Абердин, Белфаст, Бірмінгем, Борнмут, Бристоль, Кардіфф, Донкастер/Шеффілд, Східний Мідландс, Ексетер, Глазго, Лондон-Гатвік, Лондон-Лутон, Лондон-Станстед, Манчестер, Ньюкасл, Норвіч |
| TUI fly Belgium               | Сезонний: Антверпен, Брюссель, Остенде |
| TUI fly Deutschland           | Сезонний: Дюссельдорф, Франкфурт, Ганновер, Мюнхен, Штутгарт |
| TUI fly Netherlands           | Сезонний: Амстердам |
| Volotea                       | Сезонний: Астурія, Барі, Більбао, Бордо, Генуя, Палермо, Сантандер, Верона, Сарагоса |
| Vueling                       | Аліканте, Барселона, Більбао, Лісабон, Мадрид, Севілья Сезонний: Амстердам, Малага, Мілан-Мальпенса, Париж-Шарль де Голль, Париж-Орлі, Рим-Ф'юмічіно, Валенсія |
| Wizz Air                      | Сезонний: Будапешт |

## Статистика
|                         | Пасажирообіг | Авіатрафік | Вантажообіг (тонн) |
| ----------------------- | ------------ | ---------- | ------------------ |
| 1998                    | 3,780,181    |            |                    |
| 1999                    | 4,185,633    | 45,959     |                    |
| 2000                    | 4,475,708    | 52,544     | 4,985              |
| 2001                    | 4,472,279    | 52,079     | 4,531              |
| 2002                    | 4,094,446    | 48,344     | 4,426              |
| 2003                    | 4,157,291    | 47,990     | 4,232              |
| 2004                    | 4,171,580    | 48,798     | 4,510              |
| 2005                    | 4,164,703    | 49,603     | 4,350              |
| 2006                    | 4,460,141    | 54,146     | 4,427              |
| 2007                    | 4,765,625    | 57,855     | 4,308              |
| 2008                    | 4,647,487    | 57,235     | 3,928              |
| 2009                    | 4,572,819    | 53,552     | 3,143              |
| 2010                    | 5,040,800    | 56,988     | 3,196              |
| 2011                    | 5,643,180    | 61,768     | 2,755              |
| 2012                    | 5,555,048    | 57,738     | 2,316              |
| 2013                    | 5,726,579    | 56,304     | 2,190              |
| 2014                    | 6,212,198    | 60,142     | 2,021              |
| 2015                    | 6,477,283    | 64,612     | 2,023              |
| 2016                    | 7,416,368    | 72,503     | 1,831              |
| 2017                    | 7,903,892    | 75,691     | 1,747              |
| Source: Aena Statistics |              |            |                    |